# Verband Schweizer Tourismusmanager
Der Verband Schweizer Tourismusmanager (VSTM) ist der Berufsverband von Führungsleuten aus dem schweizerischen Tourismusmarkt und wurde 1928 gegründet.
Der Verband mit Sitz in Zürich hat sich die Aus- und Weiterbildung, Beratung, Erfahrungsaustausch und Förderung seiner Mitglieder sowie Mitarbeit bei der Tourismuspolitik zum Ziel gesetzt. Er zählt rund 230 Mitglieder.
Der Verband führt mit der Ausbildungs- und Prüfungsbranche Hotel-Gastro-Tourismus Kurse für Auszubildende in den Tourismusbüros, sowie die betriebliche Lehrabschlussprüfung durch.
- Präsident: Martin Bachofner, Gstaad Saanenland Tourismus
- Vize-Präsident: Nadia Fontana Lupi (Mendrisiotto) und Fabian Claivaz (Martigny)
- Geschäftsstelle: Christine Zwahlen, Geschäftsführerin
- Finanzen: Jan Steiner, Geschäftsführer Pontresina Tourismus